# 長野県木曽山林高等学校
長野県木曽山林高等学校（ながのけん きそさんりんこうとうがっこう）は、長野県木曽郡木曽町新開に存在した公立高等学校。現在は長野県木曽青峰高等学校森林環境科・インテリア科が校舎を使用している。
文化祭は校章に由来して「ひのき祭」と称していた。

## 沿革
- 1901年5月15日 - 実業学校として開校（西筑摩郡立乙種山林学校）。
- 1901年7月19日 - 甲種に移管。
- 1906年4月1日 - 長野県立甲種木曽山林学校に改称。
- 1911年11月 - 長野県立木曽山林学校に改称。
- 1920年4月23日 - 長野県令38号により、長野県木曽山林学校に改称。
- 1929年4月1日 - 木材工芸科を設置。
- 1948年4月1日 - 学制改革により、長野県木曽山林高等学校となる。
- 1948年6月1日 - 定時制課程を併設。
- 1952年4月1日 - 定時制課程を、長野県木曽東高等学校に移管。
- 1963年4月1日 - 木材工芸科を工芸科に転科、コース制を導入。
- 1967年4月1日 - 林業科コースを設置。
- 1973年4月1日 - 工芸科をインテリア科に転科。
- 1986年4月1日 - 林業科のコースを3コース制に改編（経営、土木、情報）。
- 1994年4月1日 - 林業科のコースを3コース制に改編（森林科学、土木工学、情報流通）、インテリア科のコースを2コース制に改編（生産工学、情報デザイン）。
- 2001年10月6日 - 創立100周年記念式典。
- 2003年4月1日 - インテリア科のコースを改編（プロダクト、デザイン）。
- 2005年4月1日 - 林業科のコースを改編（フォレストサイエンス、テクニカル、エコサイエンス）。
- 2007年4月1日 - 長野県木曽高等学校と統合。
- 2009年3月31日 - 閉校。

## 教育目標
- 自然との体験を通して学ぶ技。
- 豊かな感性に裏付けられた知識。
- 自ら学ぼうとする姿勢。

## 望岳寮
- 遠隔地からの入学者に対応するため、校内敷地に男子学生寮が建設されている。
- 部屋数は生徒用の部屋数が11室、寮監教員の宿泊部屋がある。
- 寮内は寮生の推薦で就任した寮長と副寮長が代表となる。
- 閉校後は旧木曽高校の学生寮が利用される予定。

## 出身者
- 田中要次 - 俳優

## 校章
- 校章
- ひのきの葉を円形にデザインし、中心に「山林」の文字。

## 校歌・応援歌
- 校歌

## 主な進学実績
- 大学：名城大学、東洋大学、大阪経済大学、諏訪東京理科大学、東京工芸大学など
- 短大：飯田女子短期大学など
- 専修学校：静岡県立農林大学校、長野県農業大学校、長野県林業大学校など
- 農業者研修教育施設：八ヶ岳中央農業実践大学校など

## 最寄駅
- 東海旅客鉄道中央本線：木曽福島駅